# Frédéric Forestier
Pour les articles homonymes, voir Forestier (homonymie).
Frédéric Forestier, né le 8 février 1969 à Paris, est un réalisateur français.

## Filmographie

### Réalisateur
- 1993 : Paranoïa (court-métrage coréalisé avec Stéphane Gateau)
- 1997 : État d'urgence
- 2002 : Le Boulet (coréalisé avec Alain Berberian)
- 2005 : Les Parrains
- 2008 : Astérix aux Jeux Olympiques (coréalisé avec Thomas Langmann)
- 2012 : Stars 80 (coréalisé avec Thomas Langmann)
- 2014 : Colt 45 (coréalisé avec Fabrice Du Welz)[1]
- 2017 : Mon Poussin
- 2020 : Il était une fois à Monaco (téléfilm)
- 2021 : Loin de chez moi (téléfilm)
- 2021 : Les Bodin's en Thaïlande
- 2023 : Chasse gardée
- 2024 : Les Infaillibles
- 2025 : Les Bodin's partent en vrille
- 2025 : Chasse Gardée 2

### Acteur
- 2009 : Kaamelott, Livre VI d'Alexandre Astier (série télévisée) : Aulus Milonius Procyon